# Цикадовые
Цика́довые, или шеехоботные (лат. Auchenorrhyncha), — подотряд насекомых из отряда полужесткокрылых (Hemiptera). Известно более 40 000 видов.

## Описание
Среднего и мелкого размера цикадовые насекомые, длина тела от 1,8 до 38 мм; крупнейший вид достигает 95 мм в длину и в размахе крыльев до 13 см (Fulgora laternaria). Распространены всесветно. Питаются соками растений. Многие виды способны производить звуки (певчие цикады). Основание трёхчленикового хоботка находится у заднего края головы около основания передней пары ног (отсюда второе название «шеехоботные»); хоботок подогнут вниз и назад. Лапки трёхчлениковые, задние ноги прыгательные.
Цитогенетически изучены более 800 видов. Диплоидный хромосомный набор варьирует от 2n = 8 (Orosius sp., Cicadellidae) до 38 хромосом (Scolops spp. из Dictyopharidae и Paraliburnia clypealis из Delphacidae). Auchenorrhyncha, как и большинство других насекомых, демонстрируют гетерогамность самцов. Определение пола XX/X(0) (где 0 означает отсутствие Y-хромосомы) встречается часто и, по-видимому, является предковым признаком в этой группе и в Hemiptera в целом. Таким образом, у самок присутствуют две хромосомы X, а у самцов — только одна X. Несмотря на эволюционную стабильность, в некоторых случаях система X(0) была заменена системой XY у видов в пределах одного рода, который в остальном является исключительно X(0).

## Цикадология
Исследователи цикадовых насекомых (англ. cicadologists) объединены в международном обществе International Auchenorrhyncha Society, которое проводит свои интернациональные конгрессы. 1-й конгресс прошёл в 1973 году в Уэльсе (Кардифф), 2-й в 1975 году в Англии (Silwood Park), 3-й в 1979 году в Нидерландах (Wageningen), 4-й в 1975 году в Финляндии (Tvarminsc), 5-й в 1984 году в Швейцарии (Давос), 6-й в 1987 году в Италии (Турин), 7-й в 1990 году в США (Wooster, Огайо), 8-й в 1993 в Греции (Delphi), 9-й в 1997 в Австралии (Сидней), 10-й в 1999 в Уэльсе (Кардифф), 11-й в 2002 в ФРГ (Потсдам), 12-й в 2005 году в США (Беркли, Калифорния), 13-й в 2010 во Франции (Vaison la Romain), 14-й в 2013 в Китае — International Auchenorrhyncha Congress, 7-12 июля 2013, Yangling, Shaanxi), 15-й в 2017 в Бразилии (Mendes), 16-й в 2019 году во Вьетнаме (Cuc Phuong NP), 17-й в 2022 году на Филиппинах.

## Распространение
Встречаются во всех биогегографических областях (данные 2018 года, 5965 родов и 43024 вида): Неарктика (586, 4370), Неотропика (1216, 6734), Палеарктика (1125, 6272), Индо-Малайская область (1543, 8276), Афротропика (1077, 5039), Австралия (725, 2718), Океания (180, 933).

## Систематика
Ранее всех представителей Auchenorrhyncha относили к отряду равнокрылых (Homoptera), который был признан парафилетическим и включённым впоследствии в отряд полужесткокрылых (Hemiptera). Ниже приводится классификация Auchenorrhyncha по Dietrich (2003).
- Инфраотряд Cicadomorpha (syn. Clypeorrhyncha, Clypeata)[26]
  - Надсемейство Cercopoidea
    - Aphrophoridae (Пенницы)
    - Cercopidae
    - Clastopteridae
    - Epipygidae
    - Machaerotidae

  - Надсемейство Cicadoidea
    - Cicadidae (Певчие цикады, включая Platypediidae, Plautillidae, Tettigadidae, Tibicinidae)
    - Tettigarctidae

  - Надсемейство Membracoidea (syn. Cicadelloidea)
    - Aetalionidae (включая Biturritiidae)
    - Cicadellidae (Цикадки, включая Eurymelidae, Hylicidae, Ledridae, Ulopidae)
    - Melizoderidae
    - Membracidae (Горбатки, включая Nicomiidae)
    - Myerslopiidae

  - Надсемейство †Palaeontinoidea
    - †Palaeontinidae
- Инфраотряд Fulgoromorpha (syn. Archaeorrhyncha)
  - Надсемейство Fulgoroidea
    - Acanaloniidae
    - Achilidae (Ахилиды)
    - Achilixiidae
    - Cixiidae (Циксииды)
    - Delphacidae (Свинушки, включая Araeopidae)
    - Derbidae
    - Dictyopharidae (Носатки)
    - Eurybrachidae
    - Flatidae
    - Fulgoridae (Фонарницы)
    - Gengidae
    - Hypochthonellidae
    - Issidae (Иссиды)
    - Kinnaridae
    - Lophopidae
    - Meenoplidae
    - Nogodinidae
    - Ricaniidae (Цикадки-бабочки)
    - Tettigometridae
    - Tropiduchidae